# Amara confusa
Amara confusa là một loài bọ cánh cứng thuộc chi Amara, họ Bọ chân chạy. Loài này có ở Idaho, Hoa Kỳ.